# Северный Берёзовый
Северный Берёзовый — один из Берёзовых островов в России. Расположен в Финском заливе Балтийского моря к северо-западу от Большого Берёзового и к северу от Западного Берёзового островов. Административно относится к Выборгскому району Ленинградской области.
Остров узкий, длиной 7,5 миль, тянется параллельно полуострову Киперорт, с которым составляет северную часть пролива Бьёркезунд. Южная оконечность острова — мыс Вороний — почти соприкасается с Большим Берёзовым островом, от которого отделёна мелководным проливом. Ширина фарватера 6 футов.
В южный берег острова вдаётся Лоцманская бухта, которую образует юго-восточная оконечность острова — мыс Лоцманский Нос.

## История
До 1950 года назывался Пийсаари (Пийсари, Пейсаари, Пейсари, Пии-Саари, фин. Piisaari) или Бископсэ (швед. Biskopsö).
На восточной стороне «Маргасова Камня» в Лоцманской бухте на западном песчаном берегу Северного Берёзового острова в 1835 году отрядом корпуса флотских штурманов капитана Маргасова была нанесена уникальная наскальная метка локального ординара. «Маргасов Камень» — крупная трещиноватая глыба гранита рапакиви. Метка утрачена в результате естественного скола грани камня, по-видимому, в период 1835–1844 гг. В 1844 году к северо-востоку от бывшей деревни Писари (Писарево) на крупной глыбе гранита были нанесён локальный ординар. Сохранились отчётливые метки ординара и 3-х делений шкалы наскального футштока. Ординаторы нанесены в рамках сети, созданной гидрографом М. Ф. Рейнеке с целью изучения феномена векового понижения уровня Балтийского моря, сопутствующего послеледниковому поднятию Фенноскандии, в связи с обращением Стокгольмской академии наук к Санкт-Петербургской Императорской академии.
Во время советско-финляндской войны 1939—1940 гг. 19 часам 22 февраля 1940 года подразделениям 70-й стрелковой дивизии удалось после сильнейшей артподготовки захватить плацдарм на Пийсаари (Северном Берёзовом острове). Финны контратаковали, но затем по приказу оставили остров. 23 февраля все острова Койвистовского архипелага (Берёзовые острова) были заняты Красной Армией.
После начала Второй мировой войны остров Пийсаари и другие острова Бьёркё (ныне Берёзовые острова) занимали части Выборгского укреплённого сектора береговой обороны Краснознаменного Балтийского флота (КБФ) со штабом в Выборге, а после его сдачи 25 августа в Койвисто. В первых числах сентября из района Койвисто на острова были эвакуированы береговые подразделения Выборгского укреплённого сектора и часть сил 43, 115 и 123-й стрелковых дивизий 23-й армии Ленинградского фронта, попавших в конце августа в окружение под Выборгом, которые в последующем перебрасывались в Кронштадт и Ленинград.
После начала эвакуации военно-морской базы Ханко 26 октября 1941 года, 27 октября Военный совет КБФ приказал эвакуировать в ночь с 29 на 30 октября с островов Пийсаари, Тиуринсаари (Западного Берёзового) и Бьёркё (Большого Берёзового) части Выборгского укреплённого сектора береговой обороны в Кронштадт и Ленинград. Из-за неблагоприятной погоды эвакуация началась в 11—12 часов 31 октября и проходила неорганизованно.
В ходе Бьёркской десантной операции в 4 часа 30 минут 21 июня 1944 года на острове Пийсаари севернее деревни Харвойя под защитой дымовой завесы высадилась разведывательная рота морской пехоты КБФ. К 15 часам 22 июня на острове высадилась вся 260-я отдельная бригада морской пехоты. К 23 июня десант полностью захватил остров. Противник оставил острова Бьёрке (Большой Берёзовый) и Торсари (Западный Берёзовый), не дожидаясь захвата их десантом, который считал неизбежным.